# Nyctibiidae
Nyctibiidae este o familie de păsări nictibiforme, formată din două genuri. Familia Nyctibiidae a fost inclusă anterior în ordinul Caprimulgiformes împreună cu păsările de noapte, dar acum este plasată într-un ordin separat, Nyctibiiformes. Sunt specii insectivore nocturne originare din America de Sud și Centrală și din insulele Caraibe. Dovezile fosile indică faptul că au locuit și în Europa în timpul Paleogenului.

## Specii
Familia Nyctibiidae conține șapte specii în două genuri:
- Familia Nyctibiidae (Chenu & Des Murs, 1851)
  - Subfamilia Nyctibiinae (Chenu & Des Murs, 1851)
    - Genul Phyllaemulor
      - Phyllaemulor bracteatus (Gould, 1846)

    - Genul Nyctibius (Vieillot, 1816) 
      - Nyctibius grandis (Gmelin, 1789)
      - Nyctibius aethereus (zu Wied-Neuwied, 1820)
      - Nyctibius jamaicensis (Gmelin, 1789)
      - Nyctibius griseus (Gmelin, 1789)
      - Nyctibius maculosus (Ridgway, 1912)
      - Nyctibius leucopterus (zu Wied-Neuwied, 1821)

Înainte de 2018, Nyctibius era considerat singurul gen existent din cadrul Nyctibiidae; cu toate acestea, un studiu efectuat în acel an a constatat o divergență profundă între Phyllaemulor bracteatus și toate celelalte specii din gen, ceea ce a condus la descrierea acesteia în noul gen Phyllaemulor și la extinderea numărului de genuri din cadrul familiei. Acest lucru a fost confirmat de Congresul internațional de ornitologie din 2022.